# Диканський район
Дика́нський райо́н — колишній район у Полтавській області України.
Населення — близько 19,7 тис. осіб. Адміністративний центр району — селище міського типу Диканька. До складу району входить 58 сільських населених пунктів.

## Географія
Межує з Зіньківським, Котелевським, Полтавським, Решетилівським та Шишацьким районами Полтавської області.
Річки: Ворскла, Ковжиха, Вільхова Говтва, Доброшин, Бистра, Кратова Говтва, Середня Говтва, Гараганка.
Корисні копалини: газоконденсат, піски будівельні, цегельна і керамзитова сировина.
У районі створений Регіональний ландшафтний парк «Диканський» площею 12176 га, до складу якого увійшли Бузковий та Ялиновий гаї, Писарівщинський парк, Кочубеївські дуби, зоологічний об'єкт Фесенкові горби та геологічний об'єкт — виходи пісковиків в с. Брусія (нині — у межах с. Михайлівки). Пам'ятка природи державного значення — Парасоцький ліс біля Диканьки.

## Історія
Диканський район утворений 7 березня 1923 р.
Вже в перші місяці війни 3188 жителів Диканщини мобілізовані до лав Червоної Армії, із них тільки 318 було добровольцями. Кількасот евакуйованих на Схід країни були мобілізовані у 1942 році. Після повернення Червоної Армії і до закінчення війни мобілізовані на фронт ще понад 4000 осіб. До Книги Пам'яті по району занесені понад 4 тис. імен вояків і партизан, що не повернулися з фронтів німецько-радянської війни, або загинули в тилу ворога від рук німецьких солдат.
Для «охорони тилу і боротьби з ворожими парашутистами, розвідниками і диверсантами, затримання дезертирів і невідомих осіб» був створений районний винищувальний загін (командир Т. Г. Колодій, комісар Ю. П. Завгородній) у 200 осіб, озброєних гвинтівками, пістолетами, рушницями, пляшками «КС» — з запалювальною рідиною.
Район має власний гімн.

## Адміністративний поділ
До складу району входить 57 сільських населених пунктів і районний центр — селище міського типу Диканька.

## Економіка
У районі створено 27 сільськогосподарських підприємств у тому числі 17 товариств з обмеженою відповідальністю. Діють 28 фермерських господарств.
Спеціалізація Сільськогосподарське рослинництво зерново-буряківничого напрямів. Площа с/г угідь — 55,7 тис. га, в тому числі орної — 44,6 тис. га, лук і пасовищ — 9,1 тис. га.
Головні культури: пшениця, ячмінь, кукурудза, гречка, соняшник, цукровий буряк.
Найголовніші промислові підприємства району: ТОВ «УкрОлія», ВАТ «Диканський міжгосподарський комбікормовий завод», ТОВ «Інверт», підприємства газозберігаючого i газотранспортного комплексу. 76 підприємств малого і середнього бізнесу.

## Населення
1990 року мешкало 23 тис. осіб.
Розподіл населення за віком та статтю (2001):
| Стать | Всього | До 15 років | 15-24 | 25-44 | 45-64 | 65-85 | Понад 85 |
| --- | ------ | ----------- | ----- | ----- | ----- | ----- | -------- |
| Чоловіки | 10 057 | 1997        | 1313  | 3014  | 2549  | 1125  | 59       |
| Жінки | 11 942 | 1833        | 1263  | 3056  | 2971  | 2468  | 351      |
| \| Статево-вікова піраміда \| Статево-вікова піраміда \| Статево-вікова піраміда \| \| ----------------------- \| ----------------------- \| ----------------------- \| \| Чоловіки \| Вік \| Жінки \| \| 59 \| 85 + \| 351 \| \| 99 \| 80-84 \| 387 \| \| 268 \| 75-79 \| 738 \| \| 395 \| 70-74 \| 788 \| \| 363 \| 65-69 \| 555 \| \| 731 \| 60-64 \| 928 \| \| 419 \| 55-59 \| 488 \| \| 686 \| 50-54 \| 778 \| \| 713 \| 45-49 \| 777 \| \| 810 \| 40-44 \| 822 \| \| 796 \| 35-39 \| 828 \| \| 679 \| 30-34 \| 681 \| \| 729 \| 25-29 \| 725 \| \| 601 \| 20-24 \| 628 \| \| 712 \| 15-20 \| 635 \| \| 858 \| 10-14 \| 793 \| \| 671 \| 5-9 \| 596 \| \| 468 \| 0-4 \| 444 \| |        |             |       |       |       |       |          |
| Статево-вікова піраміда |        |             |       |       |       |       |          |
| Чоловіки | Вік    | Жінки       |       |       |       |       |          |
| 59 | 85 +   | 351         |       |       |       |       |          |
| 99 | 80-84  | 387         |       |       |       |       |          |
| 268 | 75-79  | 738         |       |       |       |       |          |
| 395 | 70-74  | 788         |       |       |       |       |          |
| 363 | 65-69  | 555         |       |       |       |       |          |
| 731 | 60-64  | 928         |       |       |       |       |          |
| 419 | 55-59  | 488         |       |       |       |       |          |
| 686 | 50-54  | 778         |       |       |       |       |          |
| 713 | 45-49  | 777         |       |       |       |       |          |
| 810 | 40-44  | 822         |       |       |       |       |          |
| 796 | 35-39  | 828         |       |       |       |       |          |
| 679 | 30-34  | 681         |       |       |       |       |          |
| 729 | 25-29  | 725         |       |       |       |       |          |
| 601 | 20-24  | 628         |       |       |       |       |          |
| 712 | 15-20  | 635         |       |       |       |       |          |
| 858 | 10-14  | 793         |       |       |       |       |          |
| 671 | 5-9    | 596         |       |       |       |       |          |
| 468 | 0-4    | 444         |       |       |       |       |          |

Національний склад населення за даними перепису 2001 року:
| Національність | Кількість осіб | Відсоток |
| -------------- | -------------- | -------- |
| українці       | 20812          | 94,59 %  |
| росіяни        | 840            | 3,82 %   |
| азербайджанці  | 76             | 0,35 %   |
| вірмени        | 53             | 0,24 %   |
| білоруси       | 52             | 0,24 %   |
| інші           | 169            | 0,77 %   |

Мовний склад населення за даними перепису 2001 року:
| Мова            | Кількість осіб | Відсоток |
| --------------- | -------------- | -------- |
| українська      | 20971          | 95,31 %  |
| російська       | 851            | 3,87 %   |
| азербайджанська | 64             | 0,29 %   |
| вірменська      | 38             | 0,17 %   |
| молдовська      | 23             | 0,10 %   |
| інші            | 55             | 0,25 %   |

Чисельність місцевого населення налічує 20,3 тис. осіб, у тому числі: міського — 8,2 тис. осіб (40,4 %), сільського — 12,1 тис. осіб (59,6 %). Серед населення переважно українці.

## Політика

### Влада
Диканська районна рада за результатами виборів 2010 року мала такий склад:
| Назва партій, депутати від яких отримали мандати | Всього обрано депутатів | У тому числі:             | У тому числі:                        |
| ------------------------------------------------ | ----------------------- | ------------------------- | ------------------------------------ |
| Назва партій, депутати від яких отримали мандати | Всього обрано депутатів | у багатомандатному окрузі | в одномандатних мажоритарних округах |
| Партія регіонів                                  | 13                      | 5                         | 8                                    |
| Всеукраїнське об'єднання «Батьківщина»           | 5                       | 4                         | 1                                    |
| Політична партія «Сильна Україна»                | 3                       | 2                         | 1                                    |
| Політична партія «Фронт змін»                    | 2                       | 2                         | -                                    |
| Народна Партія                                   | 1                       | -                         | 1                                    |
| Єдиний центр                                     | 1                       | -                         | 1                                    |
| Українська Народна Партія                        | 1                       | -                         | 1                                    |
| Всього                                           | 26                      | 13                        | 13                                   |

### Результати виборів
25 травня 2014 року відбулися Президентські вибори України. У межах Диканського району була створена 21 виборча дільниця. Явка на виборах складала — 65,09 % (проголосували 10 624 із 16 323 виборців). Найбільшу кількість голосів отримав Петро Порошенко — 47,92 % (5 091 виборців); Юлія Тимошенко — 19,91 % (2 115 виборців), Олег Ляшко — 14,31 % (1 520 виборців), Анатолій Гриценко — 5,57 % (592 виборців), Сергій Тігіпко — 2,80 % (298 виборців). Решта кандидатів набрали меншу кількість голосів. Кількість недійсних або зіпсованих бюлетенів — 0,84 %.

## Освіта
У районі — 13 загальноосвітніх шкіл (1997 учнів); 15 дитячих дошкільних закладів (617 дітей).

## Медицина
Працюють 3 лікарні, 3 амбулаторії, 14 фельдшерсько-акушерських пунктів.

## Культура
Є 11 будинків культури, 5 сільських клубів, 18 бібліотечних філій, дитяча музична школа. Дитячо-юнацька школа олімпійського резерву з гірськолижного спорту (с. Стасі). В 1959 р. створений і функціонує Диканський державний історико-краєзнавчий музей, Диканська картинна галерея, 2 громадських музеї.

## Пам'ятки
Пам'ятки архітектури: Троїцька церква (1730 р.) Миколаївська церква (1794 р.) (архітектор Львов) з дзвіницею (1810 р.), архітектор Луїджі Руска, Тріумфальні ворота (1827 р.), споруджені архітектором Луїджі Руска на честь приїзду царя Олександра І.
- Пам'ятки монументального мистецтва Диканського району
- Пам'ятки історії Диканського району

Неподалік від Диканьки знаходяться:
- Відслонення пісковиків в урочищі Брусія (с. Михайлівка).
- Лісосмуга Ізмаїльського поблизу с. Дячкового (5 га).
- Фесенкові Горби, загальнозоологічний заказник (70,2 га).
- Ботанічна пам'ятка природи Пустовітка поблизу с. Василівка.
- Писарівщанський парк, пам'ятка садово-паркового мистецтва (16 га), закладений на початку 19 ст..
- Заповідне урочище Яворівщина (с. Міжгір'я) (75 га).

## Персоналії

### Уродженці району
- Олександр Щербань — український вчений у галузі гірничої теплофізики, академік (смт. Диканька)
- Стешенко Микола Володимирович — український астрофізик, академік Національної академії наук України (1997), член-кореспондент Російської академії наук (1991), заслужений діяч науки і техніки України, директор Науково-дослідного інституту «Кримська астрофізична обсерваторія» (протягом 1987—2005 рр.) (смт. Диканька)
- Кухар I.I. — двічі Герой Соціалістичної праці (смт. Диканька).
- Піаніда Борис Микитович — український маляр. Кандидат мистецтвознавства (с. Дячкове).
- Бражник В. В.  — генерал-майор (смт. Диканька).
- Воронянський Юхим Іванович — педагог і організатор педагогічної справи (смт. Диканька).
- Воронянський В. Г.  — один з організаторів і керівників партизанської боротьби в Мінській області у роки Великої Вітчизняної війни (смт. Диканька).
- Єфименко Л. М. — один з керівників героїчної оборони Севастополя 1941-42 р.р., капітан першого рангу (смт. Диканька).
- Харитон Бородай (1913–1944) — український поет, журналіст. Літературний псевдонім — Яре́ма Байра́к (с. Байрак).
- Грінченко Володимир Автономович (1900–1948) — український археолог, музеєзнавець.

Саме у цій місцевості відбувається дія відомої повісті М. Гоголя «Вечори на хуторі біля Диканьки».

## Галерея

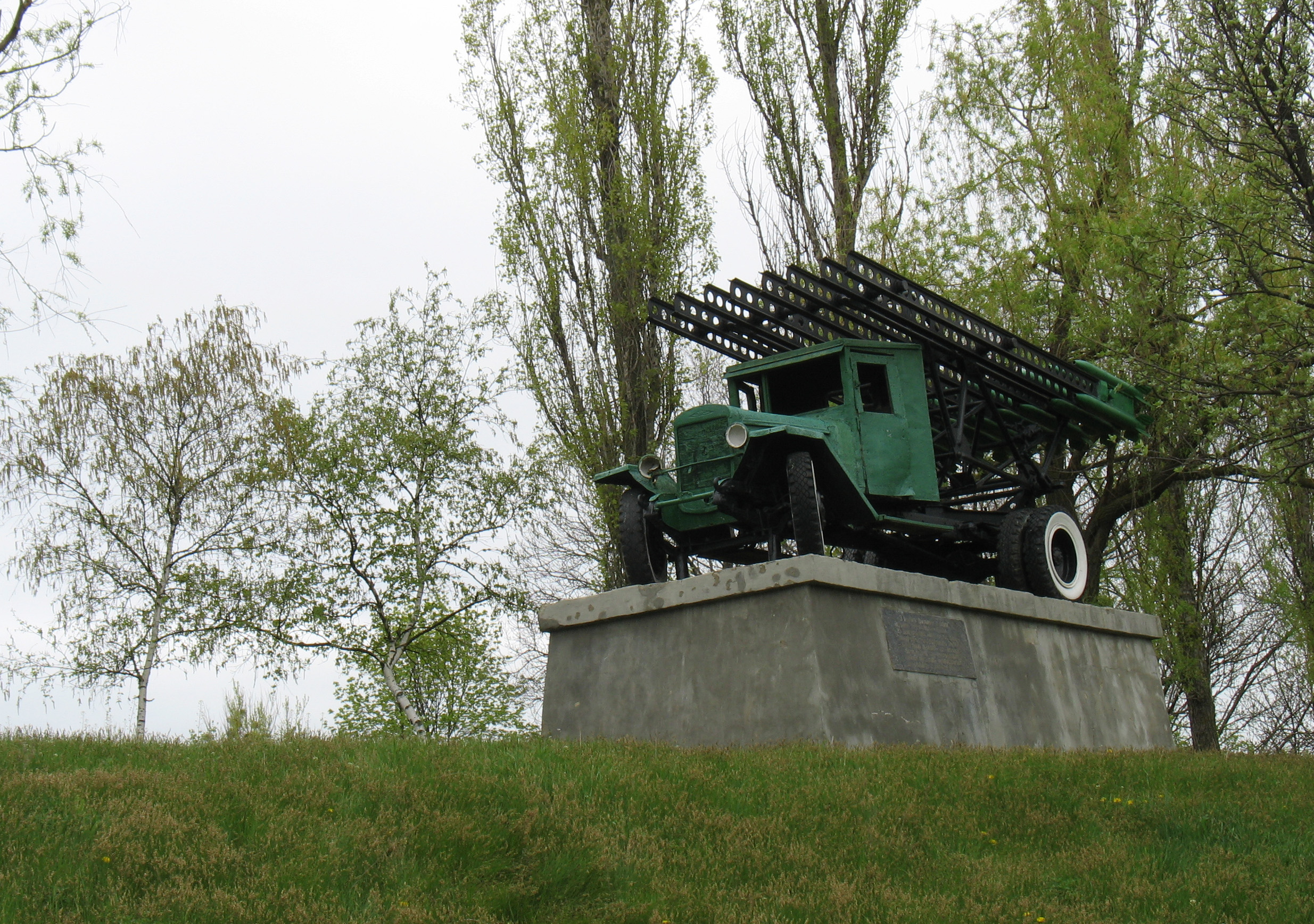
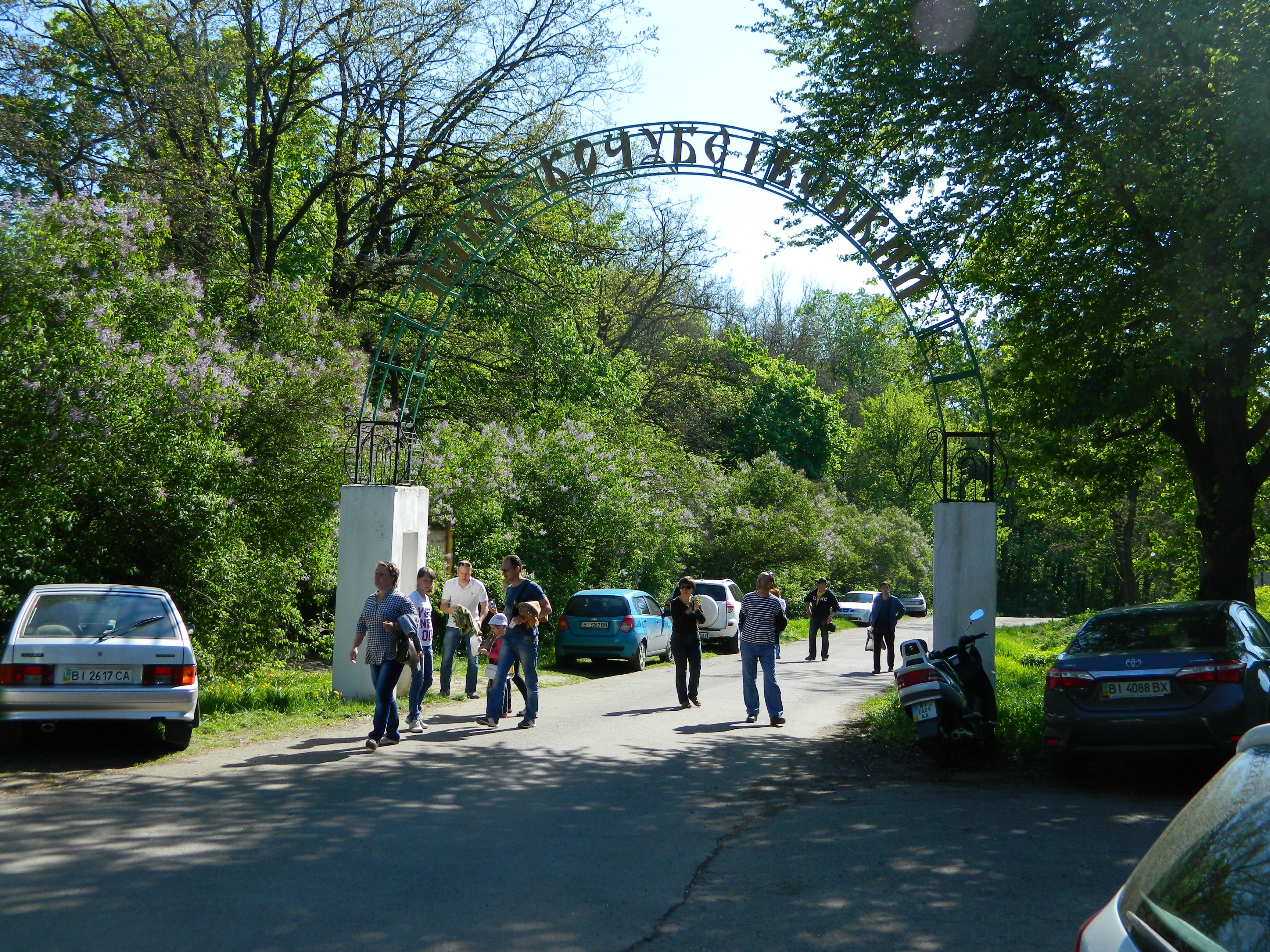
Диканька. Вхід до Кочубеївського парку
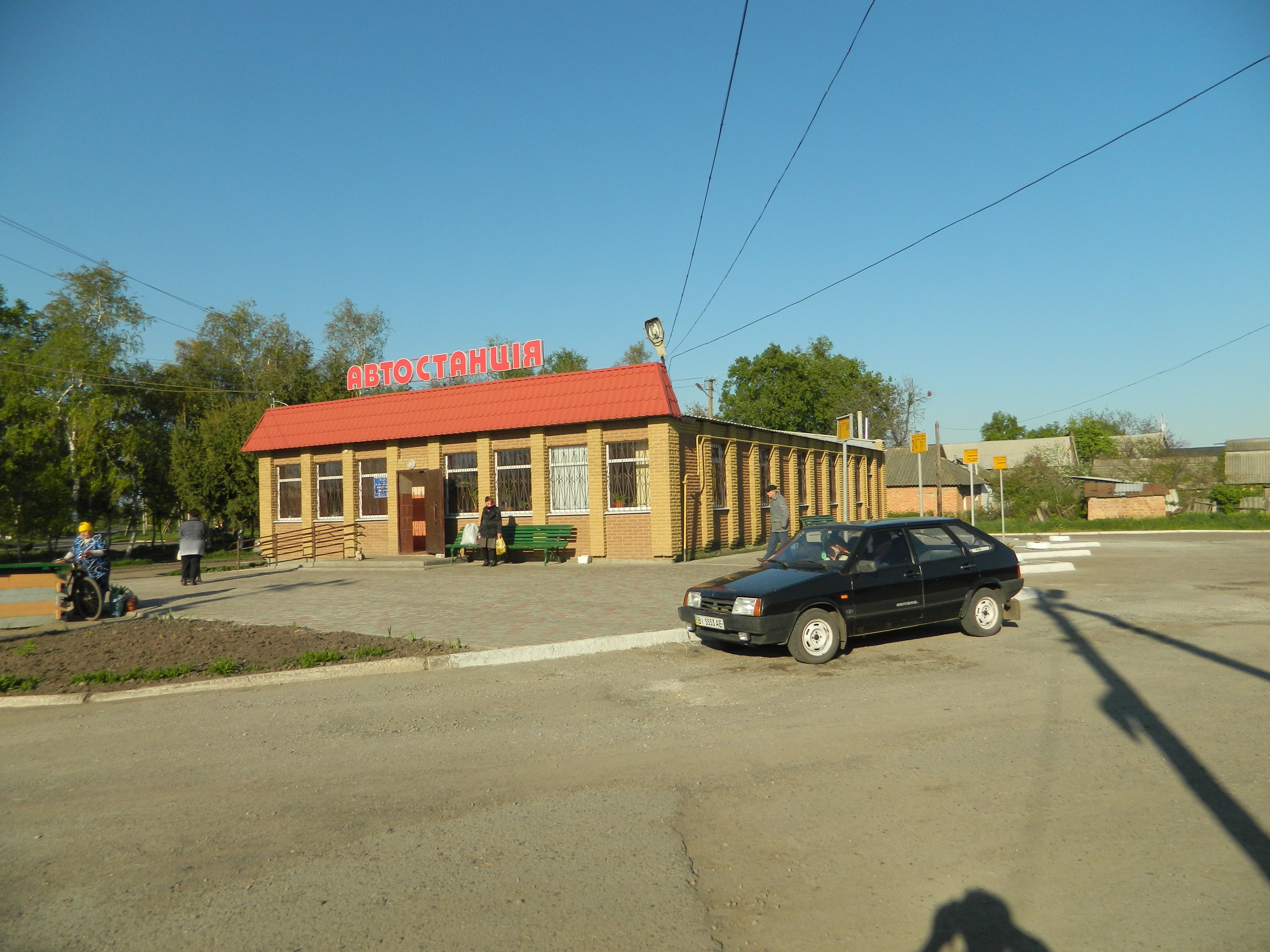
Диканька. Автостанція
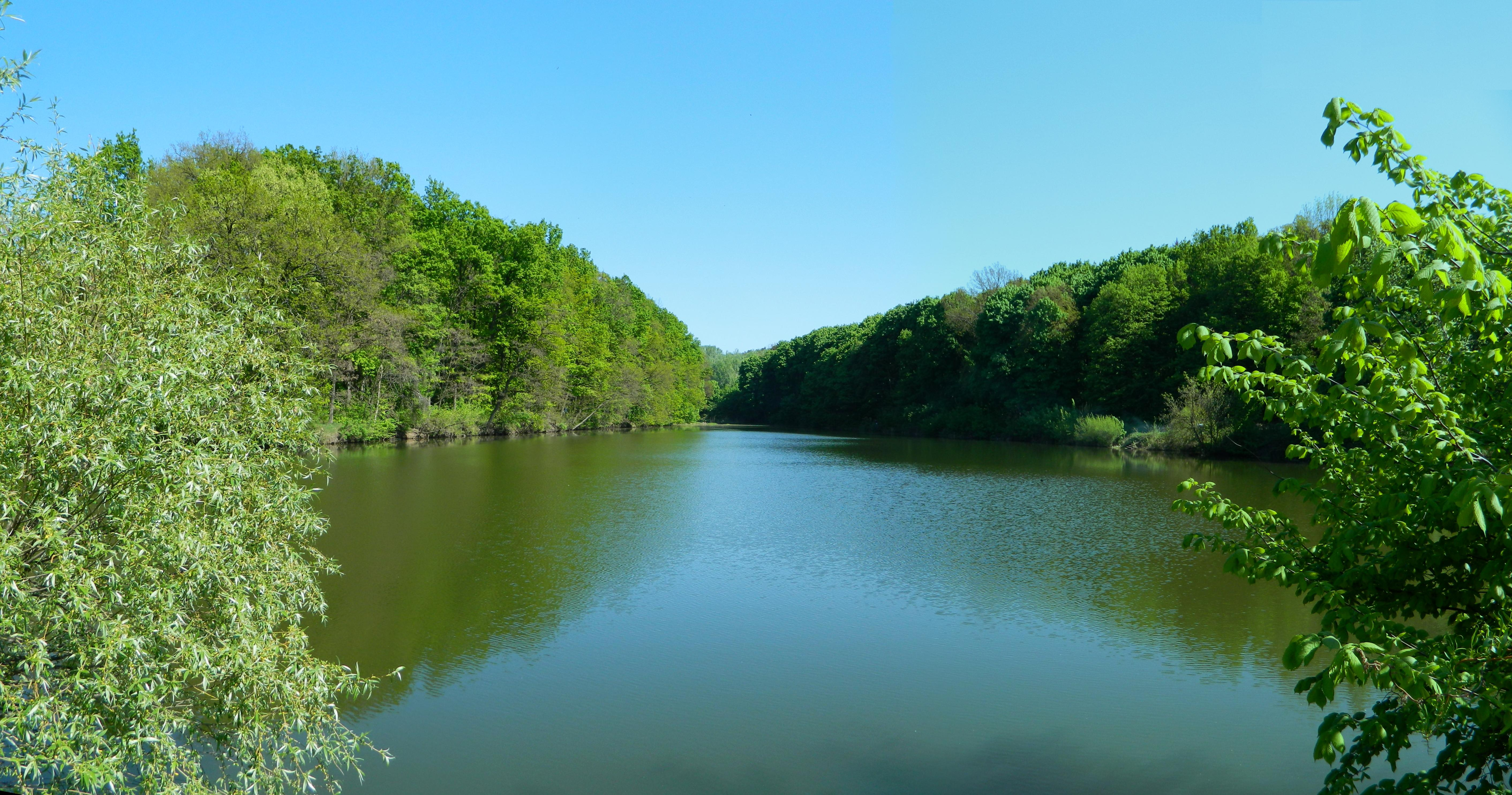
Парк Кочубеївський. Пивоварський ставок
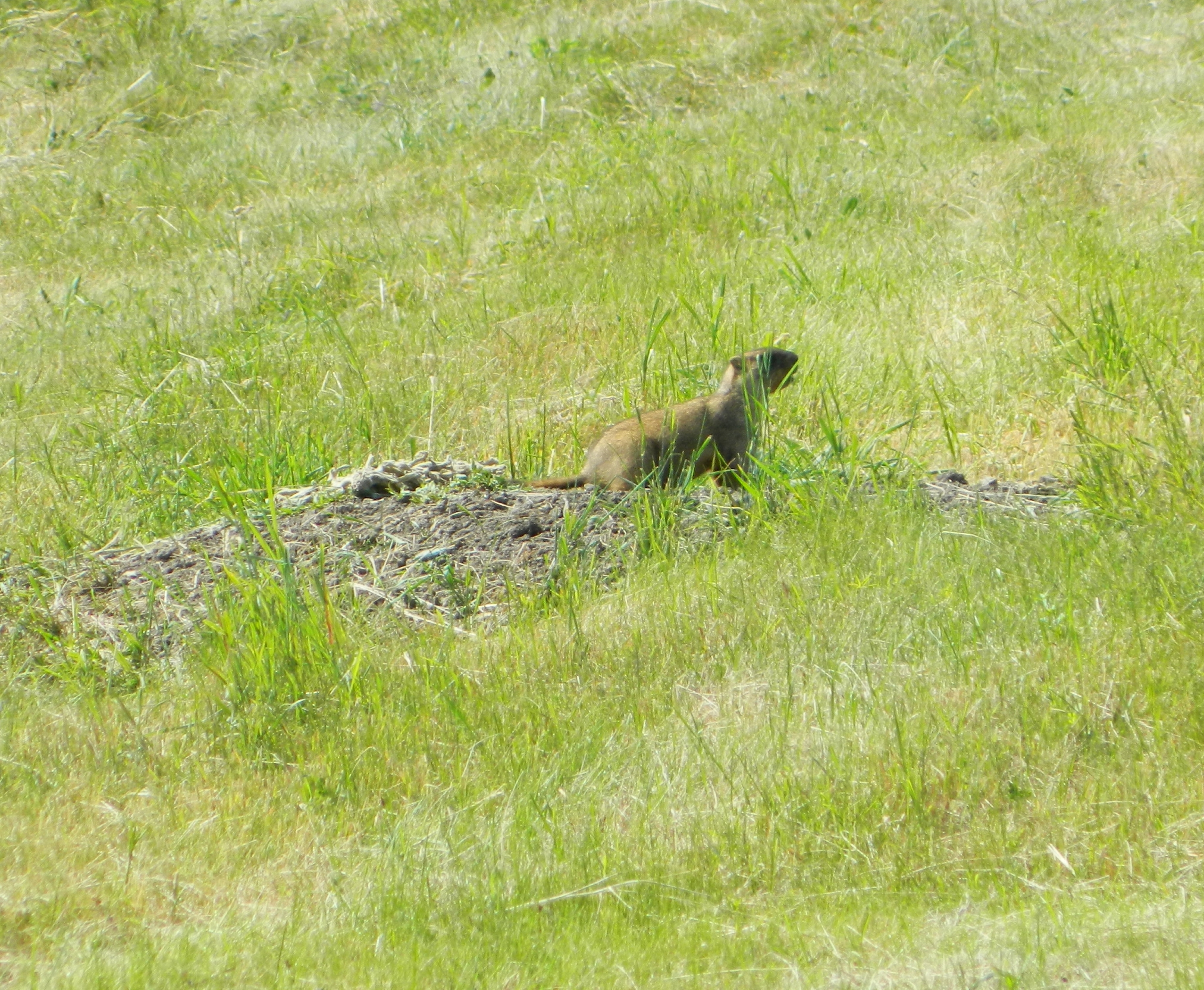
Байбак біля річки Кратова Говтва. Диканщина